# 365 nap: Egy újabb nap
A 365 nap: Egy újabb nap (angolul: The Next 365 Days, lengyelül: Kolejne 365 dni) 2022-ben bemutatott lengyel romantikus filmdráma, amelyet Barbara Białowąs és Tomasz Mandes rendezett. A 365 nap: Ma című film folytatása, valamint a filmtrilógia harmadik része, amely Blanka Lipińska regényén alapul. A főszerepben Anna-Maria Sieklucka, Magdalena Lamparska, Rebecca Casiraghi és Michele Morrone látható.
2022. augusztus 19-én mutatta be a Netflix.

## Cselekmény
Laura és Massimo kapcsolata a tét, ahogy megpróbálják leküzdeni a bizalmi problémákat és a féltékenységet, miközben a kitartó Nacho azon dolgozik, hogy szétválassza őket.

## Szereplők
| Szerep                 | Színész              | Magyar hang            |
| ---------------------- | -------------------- | ---------------------- |
| Laura Torricelli       | Anna-Maria Sieklucka | Dobó Enikő             |
| Don Massimo Torricelli | Michele Morrone      | Varga Gábor            |
| Marcello 'Nacho' Matos | Simone Susinna       | Horváth-Töreki Gergely |
| Olga                   | Magdalena Lamparska  | Nagy Katica            |
| Don Matos              | Ramón Langa          | Jakab Csaba            |
| Amelia                 | Karolina Pisarek     | Kardos Eszter          |

## A film készítése
A forgatás 2021-ben kezdődött Olaszország és Lengyelország környékén, Anna-Maria Sieklucka és Magdalena Lamparska pedig az első két filmben játszott szerepét ismétli. Michele Morrone szerepét is megerősítették.

## Bemutató
A 365 nap: Egy újabb nap 2022. augusztus 19-én jelent meg a Netflixen.